# (709487) 2013 BL76
2013 BL76 — транснептуновий об'єкт, кентавр із розсіяного диска та внутрішньої частини хмари Оорта діаметром приблизно 30 кілометрів. Небесне тіло із дуже великим афелієм.
Відкритий 20 січня 2013 року в обсерваторії Маунт-Леммон (США) у рамках програми Огляд Маунт-Леммон, призначенням якої є передусім пошук навколоземних астероїдів. Станом на епоху лютого 2017 року, це мала планета з 5-ю за розміром геліоцентричною великою піввіссю в Сонячній системі (після 2014 FE72, 2009 FW54 та 2005 VX3).
Період обертання 2013 BL76 навколо Сонця становить 44,4 тис. років. Площина орбіти нахилена на 98,61° — тобто об'єкт рухається ретроградною орбітою. Ексцентриситет орбіти e = 0,9933. Видима зоряна величина — +20,5m.
2013 BL76 має барицентричну піввісь довжиною 964 астрономічні одиниці. Це третя за величиною барицентрична велика піввісь серед усіх інших малих планет. У перигелії 2013 BL76 наближається на відстані 8,374 а. о. до Сонця (ближче Сатурна), а в афелії віддаляється на 2498,65 а. о. — це далі, ніж афелії 2006 SQ372 і 2013 AZ60, але менше афеліїв 2005 VX3 і 2009 FW54.

## Можлива комета
З огляду на абсолютну зоряну величину 10,8 та невідоме альбедо, об'єкт має орієнтовний діаметр 15—40 км. Оскільки утворення газу помічено не було, невідомо, слід його вважати кометою чи ні. Можливо, це дамоклоїд — різновид малої планети, яка спершу була кометою, але після численних обертів навколо Сонця поступово втратила більшість своїх летючих матеріалів на поверхні. Це також може бути вироджена комета.

## Орбіта
2013 BL76 пройшов свій перигелій, 8,3 а. о. від Сонця, 27 жовтня 2012 року, досягши видимої зоряної величини близько 20. У 1927 році, перебуваючи на відстані 100 а. о. від Сонця, він мав видиму зоряну величину близько 30,8. Для порівняння: карликова планета Седна на такій відстані мала видиму зоряну величину 21,7.
2013 BL76 не віддалиться від Сонця на відстань 50 а. о. до 2045 року. Залишивши зону планет Сонячної системи, він матиме барицентричний афелій 1920 а. о. й орбітальний період 29 900 років.
Рухаючись своєю поточною орбітою, 2013 BL76 найбільше наближається до Сатурна, ніж до будь-якої іншої планети-гіганта. Чисельне інтегрування на період у 10 мільйонів років свідчить, що номінальна (наближена за допомогою кривих) орбіта астероїда набуває точки перигелію 0,5 а. о., тобто всередині орбіти Венери, а один із клонів із достовірністю 3 сигми набуває точки перигелію лише 0,008 а. о. (1 200 000 км).
Технічно 2013 BL76 подорожує навколо Сонця ретроградною орбітою. Він фактично обертається в площині, майже перпендикулярній площі екліптики.

## Порівняння

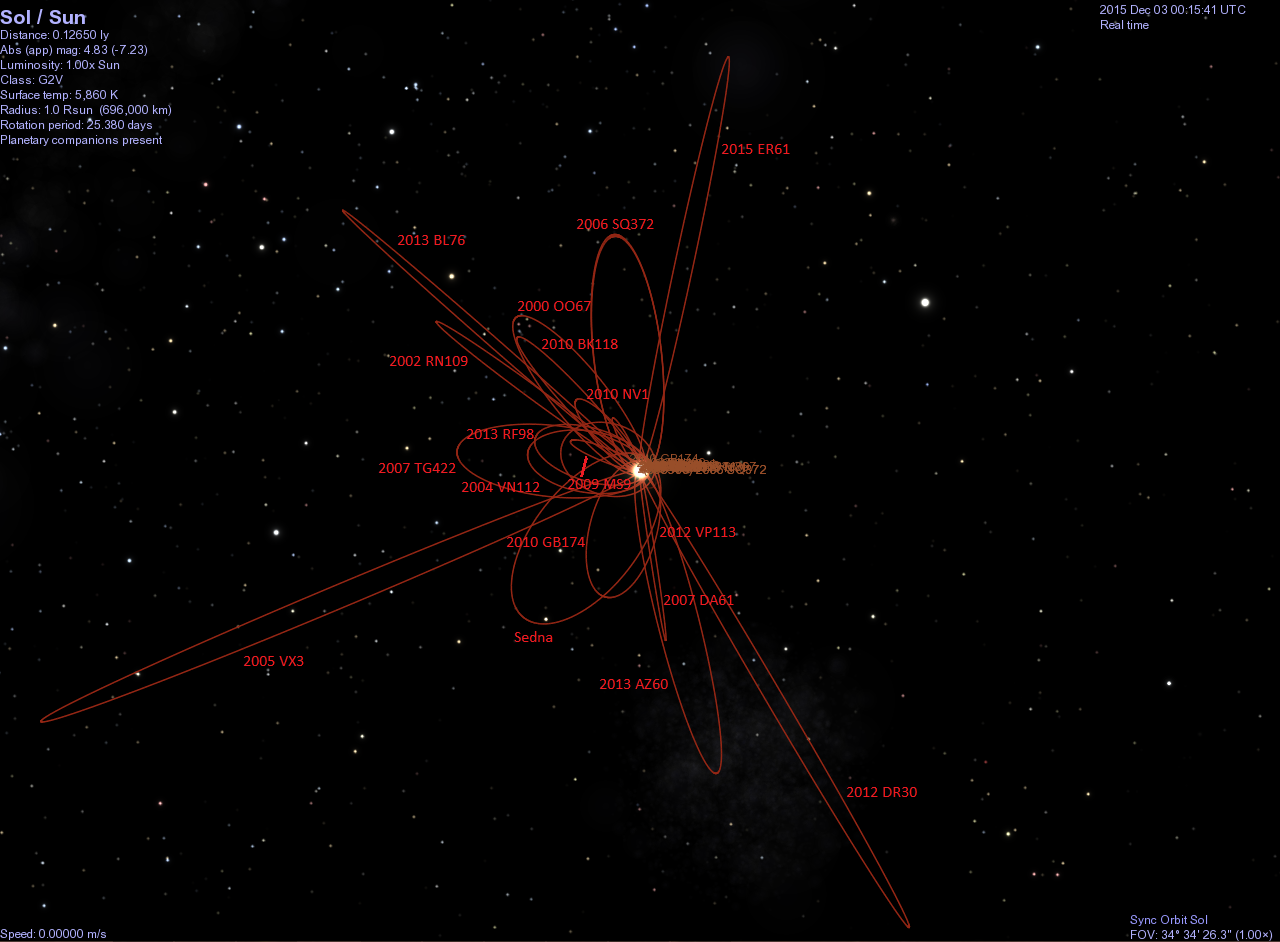
Орбіта 2013 BL_{76} порівняно з орбітами деяких інших дуже віддаленими небесними тілами, зокрема Седни, 2015 DB_{216} (орбіта вказана неправильно), 2000 OO_{67}, 2004 VN_{112}, 2005 VX_{3}, 2006 SQ_{372}, 2007 TG_{422}, 2007 DA_{61}, 2009 MS_{9}, 2010 GB_{174}, 2010 NV_{1}, 2010 BK_{118}, 2009 FW_{54} (2012 DR_{30}), 2012 VP_{113}, 2013 AZ_{60}, 2013 RF_{98}, 2015 ER_{61}.